# Elements of Persuasion

Elements Of Persuasion is het derde soloalbum van zanger James LaBrie (vooral bekend van Dream Theater). Het is het eerste album dat is uitgegeven onder zijn eigen naam. De voorgangers Keep It to Yourself en MullMuzzler 2 werden uitgebracht onder de bandnaam MullMuzzler omdat LaBrie niet zijn eigen naam mocht gebruiken van de platenmaatschappij. Zijn uitgever drong bij dit album aan op het gebruik van de naam van de zanger zelf.
Bij de opnames van dit album maakte LaBrie gebruik van enkele nieuwe medewerkers, waaronder de Italiaanse gitaarvirtuoos Marco Sfogli en geluidstechnicus Richard Chycki. Het is het derde en laatste soloalbum met drummer Mike Mangini, die later zou toetreden tot Dream Theater.

## Nummers
Teksten zijn van James LaBrie, tenzij anders aangegeven:
1. Crucify – 6:03 (Muziek: Guillory/LaBrie, Tekst: Guillory)
2. Alone – 5:36 (Muziek: Guillory/LaBrie, Tekst: Guillory)
3. Freaks – 5:38 (Muziek: Guillory/LaBrie/Wherry)
4. Invisible – 5:42 (Muziek: Guillory/LaBrie/Wherry)
5. Lost – 3:41 (Muziek: Guillory/LaBrie, Tekst: Guillory)
6. Undecided – 5:30 (Muziek: Guillory/LaBrie/Wherry)
7. Smashed – 5:31 (Muziek: Guillory/LaBrie)
8. Pretender – 5:36 (Muziek: Guillory/LaBrie/Wherry)
9. Slightly Out of Reach – 5:51 (Muziek: Guillory/LaBrie)
10. Oblivious – 5:20 (Muziek: Guillory/LaBrie/Wherry)
11. In Too Deep – 6:56 (Muziek: Guillory/LaBrie)
12. Drained – 5:14 (Muziek: Guillory/LaBrie)

## Productie
Het album werd door LaBrie zelf geproduceerd in samenwerking met Matt Guillory. Richard Chycki was de geluidstechnicus en ook verzorgde hij de mix.

## Bezetting
- James LaBrie - zang
- Marco Sfogli - solo- en slaggitaar
- Matt Guillory - keyboards, gitaar
- Bryan Beller - basgitaar
- Mike Mangini - drums

## Verwarring metOctavariumvan Dream Theater
Op het netwerk van Limewire werd dit album gelekt, maar dan wel als het bijna gelijktijdig uitgekomen album Octavarium van Dream Theater. Zelfs op de radio werden de nummers verkeerd aangekondigd. De volgende nummers zijn vaak verwisseld: Undecided - Panic Attack, Pretender - Never Enough, Alone - The Answer Lies Within, Freak - These Walls, Drained - Octavarium, Oblivious - Sacrificed Sons, Invisible - I Walk Beside You en Crucify - The Root of all Evil.